# Polystichum laxum
Polystichum laxum là một loài dương xỉ trong họ Dryopteridaceae. Loài này được Wawra mô tả khoa học đầu tiên năm 1863.
Danh pháp khoa học của loài này chưa được làm sáng tỏ. 